# Lundenæs Amt
Lundenæs Amt blev oprettet 1662 og ophørte 1793. Amtstuen var fra 1671 i Ringkøbing (Bøvling Amt).
Amtet bestod af 5 herreder:
- Bølling Herred
- Hammerum Herred
- Hjerm Herred
- Nørre Horne Herred, kaldet Nørre Herred
- Øster Horne Herred, kaldet Øster Herred

## Amtmænd
- 1662 – 1663: Hans Schack
- 1749 – 1773: Peter de Albertin
- 1773 – 1794: Kristian Frederik Hansen